# Ян Цзєчи
Ян Цзєчи (кит. 杨洁篪, пін. Yáng Jiéchí; нар. 1950) — китайський державний діяч, дипломат.

## Біографія
Народився 1 травня 1950 в місті Шанхай, КНР. Закінчив Шанхайську школу іноземних мов. Лондонську школу економіки і політичних наук (1975).
З 2001 по 2005 — Надзвичайний і Повноважний Посол Китаю в США.
З 27 квітня 2007 по 16 березня 2013 — міністр закордонних справ КНР.

## Нагороди
- Кавалер ордена князя Ярослава Мудрого V ступеня (Україна) (2010)